# Droga krajowa B420 (Niemcy)
Droga krajowa 420 (niem. Bundesstraße 420) – niemiecka droga krajowa przebiegająca na osi wschód - południowy zachód od drogi B9 w Nierstein do skrzyżowania z B41 w Ottweiler w Saarze.
Droga zaczyna się i kończy po przekroczeniu wiaduktu kolejowego.